# Mount Sterling (Iowa)
Mount Sterling è un CDP degli Stati Uniti d'America, situato nello Stato dell'Iowa, nella contea di Van Buren.